# NGC 209
NGC 209 (ook wel ESO 540-8, MCG -03-02-031, PGC 2338 of NPM1G -18.0019) is een spiraalvormig sterrenstelsel in het sterrenbeeld Walvis. Het hemelobject werd in 1886 ontdekt door de Amerikaanse astronoom Francis Preserved Leavenworth.